# Evangelisches Gemeindezentrum Zeppelinheim

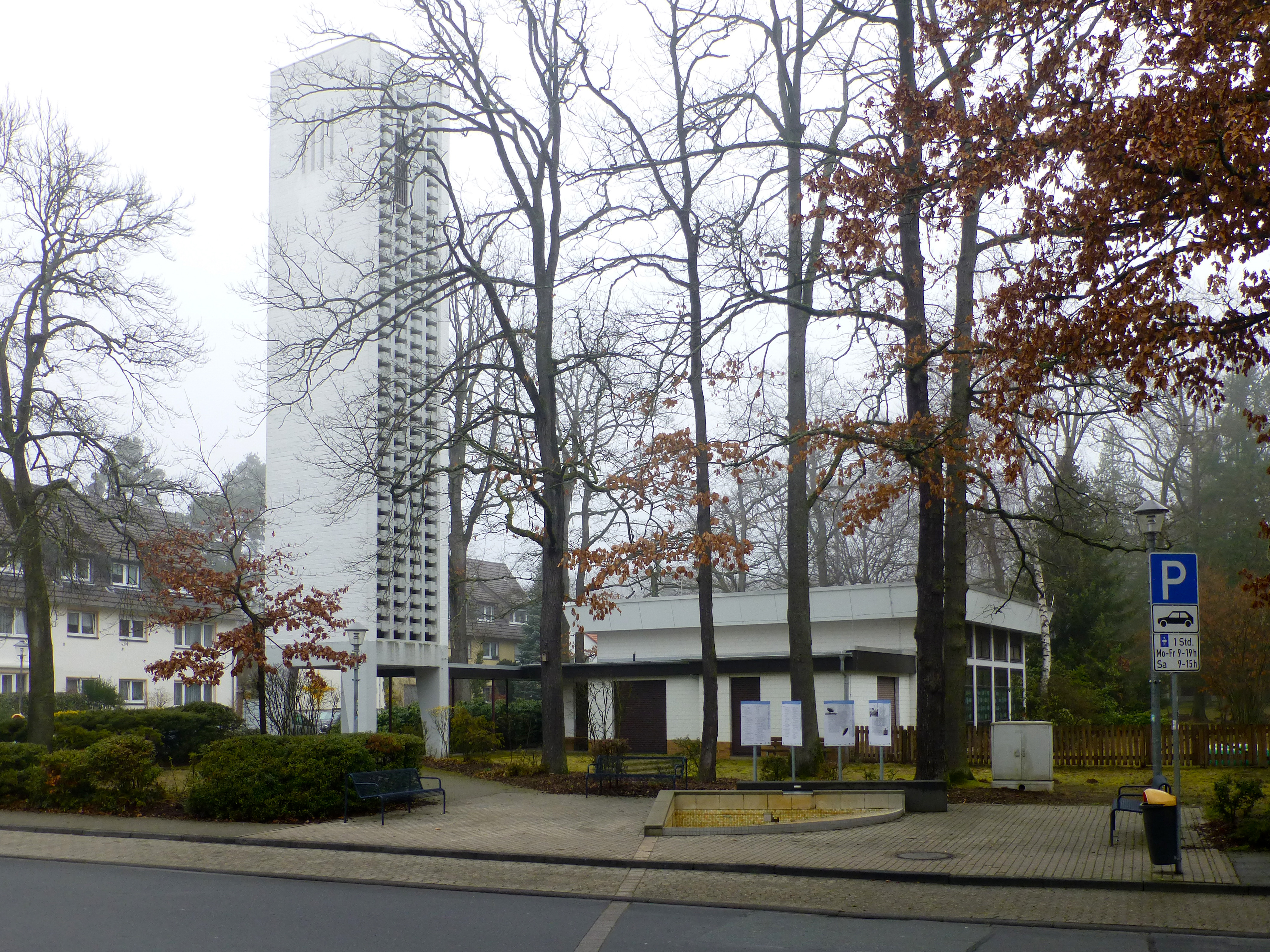
Südansicht des evangelischen Gemeindezentrums in Zeppelinheim

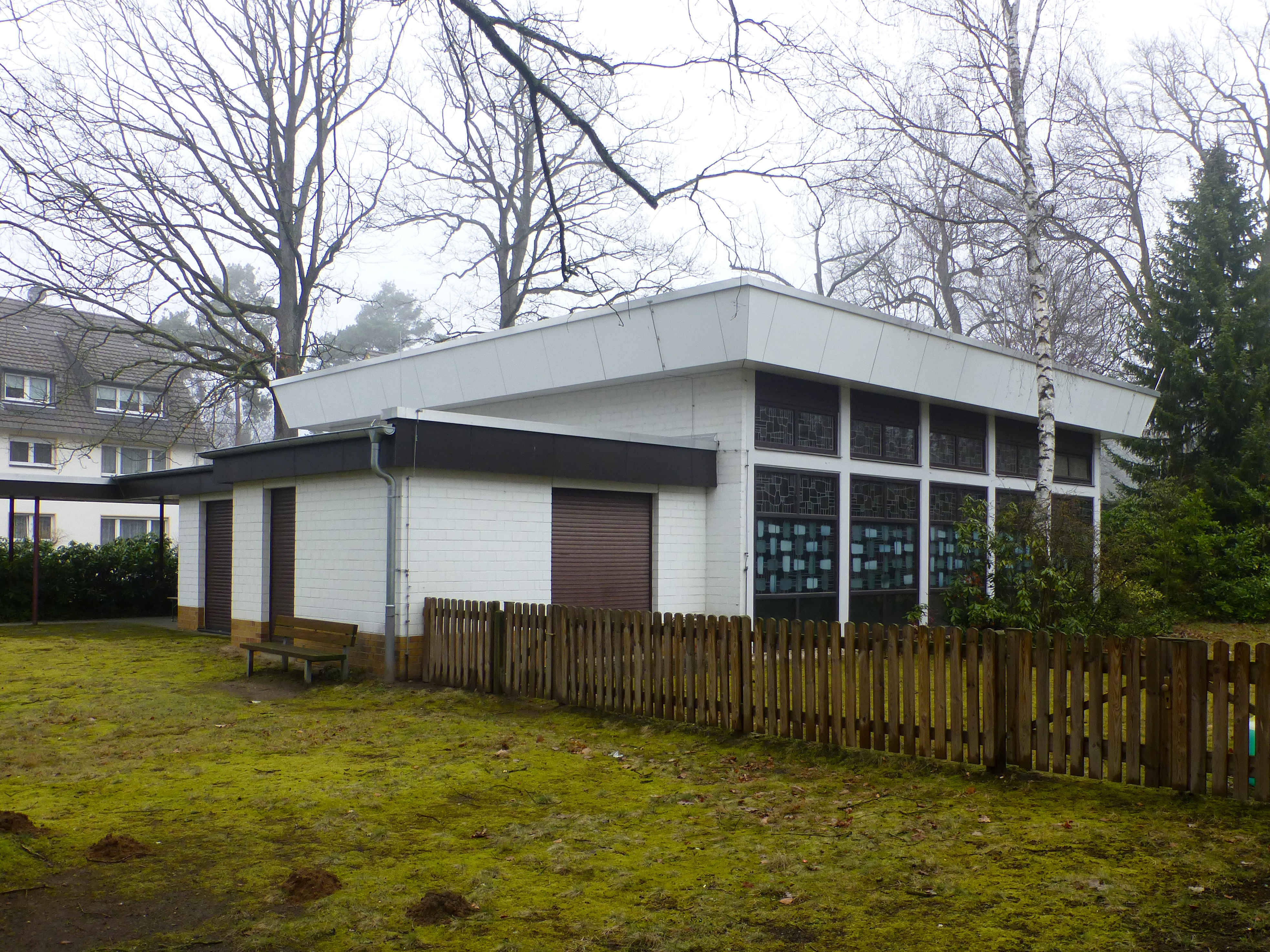
Kirchensaal und nachträglicher Vorbau des evangelischen Gemeindezentrums

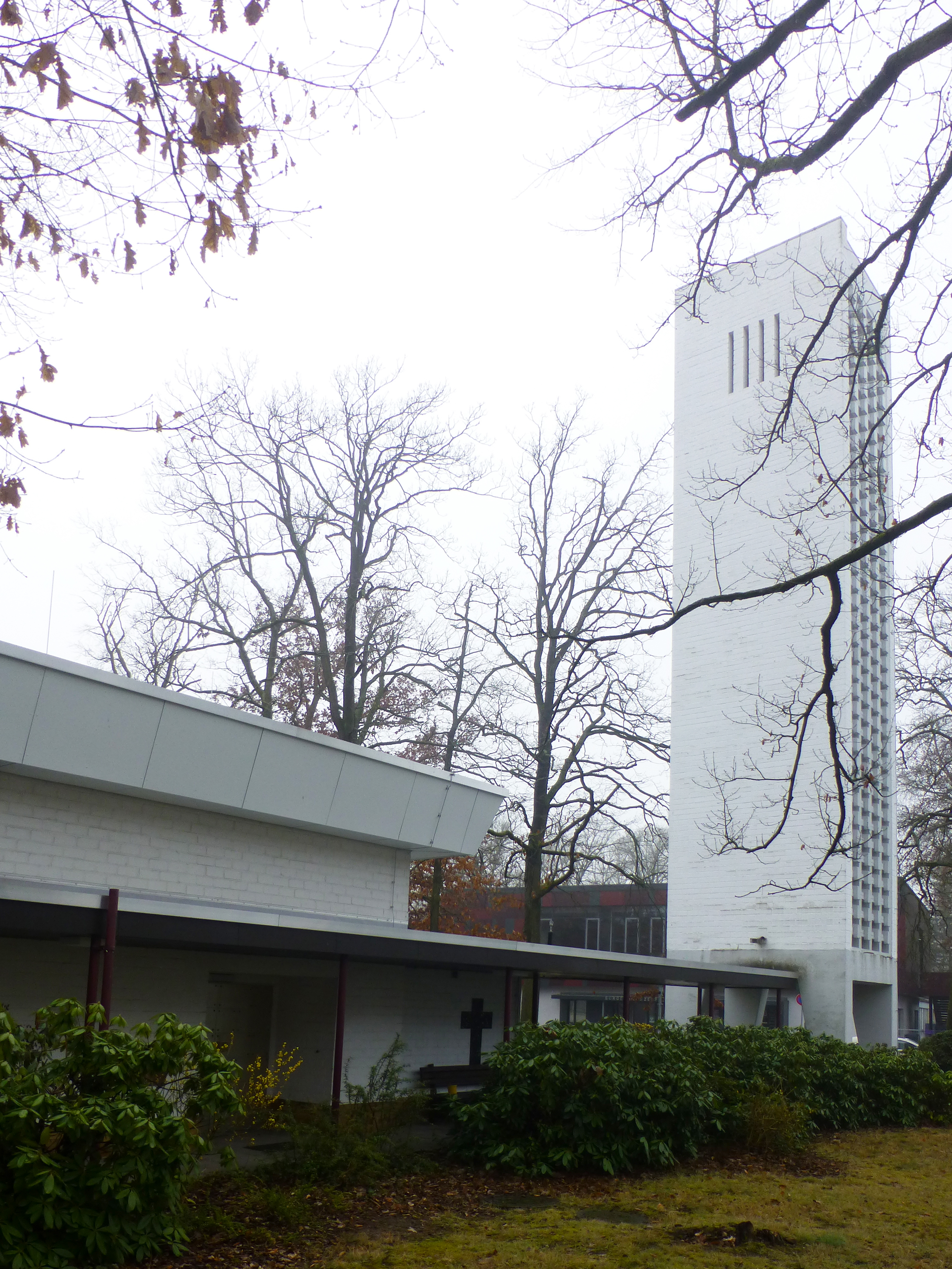
Nordansicht von Campanile und Gemeindehaus des Gemeindezentrums

Das evangelische Gemeindezentrum Zeppelinheim ist ein unter Denkmalschutz stehendes, im Stil der Moderne errichtetes Kirchengebäude im Neu-Isenburger Stadtteil Zeppelinheim in Südhessen. Wie auch die Johanneskirche in Neu-Isenburg gehört es der Evangelischen Johannesgemeinde Neu-Isenburg, die zum Dekanat Dreieich-Rodgau der Evangelischen Kirche in Hessen und Nassau (EKHN) gehört.

## Geschichte
Zeppelinheim wurde als Arbeitersiedlung unter den Nationalsozialisten ohne jegliche religiösen Bauwerke angelegt. Evangelische Gottesdienste wurden daher zunächst provisorisch in anderweitig genutzten Gebäuden (wie dem örtlichen Schul- oder Gasthaus) gefeiert.
Erst am 11. April 1965 wurde mit der Einweihung des evangelischen Gemeindezentrums, das in bungalowartiger Bauweise nach Plänen von Helmut Siegert und Günter Hempel errichtet wurde, der erste Sakralbau in Zeppelinheim eröffnet. Ein in den Entwürfen der Architekten vorgesehener zweiter Bauabschnitt kam nie zur Umsetzung. Der Anbau des niedrigeren stilgleichen Vorbaus im Süden erfolgte nachträglich.
1978/79 wurde die Groß-Umstädter Werkstatt Robert Münch mit dem Austausch der Fensterwand-Verglasung im Kirchsaal des Gemeindehauses beauftragt. Dabei wurden die alten Kathedralglasfenster durch abstrakt-farbige, das Kreuzmotiv stilisierende Bleiglasfenster ausgetauscht.

## Baubeschreibung
Das evangelische Gemeindezentrum Zeppelinheim liegt im Zentrum des Neu-Isenburger Stadtteils Zeppelinheim gegenüber dem Bürgerhaus. Das weiß gefasste Gebäude gliedert sich in einen aufgeständerten kubischen Campanile mit schauseitigem Formsteinraster im Südwesten und ein eingeschossiges flachgedecktes Gemeindehaus mit Kirchsaal im Nordosten.
Eine metallbeschlagene Tür im Westen des Gemeindehauses führt über ein Foyer ins Innere des längsrechteckigen Kirchensaales, der von einer holzverkleideten Decke überfangen wird. Die Bestuhlung ist nach Nordosten ausgerichtet und wird durch einen Mittelgang, der auf den Altarraum zuführt, in zwei Sitzblöcke geteilt. Im Zentrum des Altarraums steht ein Altartisch, rechts daneben eine Kanzel. Die linke Seitenwand des Raumes ist holzverkleidet und lässt sich zum angrenzenden Gemeinderaum hin öffnen. Die rechte Seitenwand hingegen ist zugleich auch Außenwand des Gemeindehauses und wird daher von großflächigen abstrakt-farbigen Bleiglasfenstern dominiert.

## Glocken
Das aus fünf Glocken bestehende Geläut wurde 1965 von der Glockengießerei Rincker im mittelhessischen Sinn gegossen. Es ist im Campanile des Gemeindezentrums aufgehängt. Die Inschrift eines Bronzekreuzes an der Außenwand des Gemeindehauses verrät die Inschriften und Tonlagen der fünf Glocken:
| Nr. | Gewicht | Durchmesser | Schlagton | Inschrift |
| --- | ------- | ----------- | --------- | --- |
| 1   | 773 kg  | 1075 mm     | g′        | „Danket dem Herrn, denn seine Barmherzigkeit währet ewiglich“ (2 Chr 20,21)                                        |
| 2   | 550 kg  | 0965 mm     | a′        | „Sende dein Licht und deine Wahrheit, dass sie mich leiten zu deiner Wohnung“ (Ps 43,3)                            |
| 3   | 480 kg  | 0910 mm     | b′        | „Kommet her und sehet an die Werke Gottes, der so wunderbar ist in seinem Tun unter den Menschenkindern“ (Ps 66,5) |
| 4   | 250 kg  | 0728 mm     | d″        | „Der Gott des Friedens sei mit euch allen“ (Röm 15,33)                                                             |
| 5   | 160 kg  | 0623 mm     | f″        | „Wir haben hier keine bleibende Stadt, sondern die zukünftige suchen wir“ (Hebr 13,14)                             |